# Bielschitza
Bielschitza är ett berg i Österrike. Det ligger i distriktet Klagenfurt-Land och förbundslandet Kärnten, i den sydöstra delen av landet, 260 kilometer sydväst om huvudstaden Wien. Toppen på Bielschitza är 1 921 meter över havet, eller 75 meter över den omgivande terrängen. Bredden vid basen är 0,31 km. Bielschitza ingår i Karawankerna.
Terrängen runt Bielschitza är bergig åt sydväst, men åt nordost är den kuperad. Närmaste större samhälle är Ferlach, 12,5 kilometer nordost om Bielschitza. 
I omgivningarna runt Bielschitza växer i huvudsak blandskog. Runt Bielschitza är det tätbefolkat, med 286 invånare per kvadratkilometer.